# Kraichgau (Landschaftsschutzgebiet)
Das Landschaftsschutzgebiet Kraichgau wurde ein vom Landratsamt Karlsruhe durch Verordnung vom 3. Juni 1987 ausgewiesen und liegt auf dem Gebiet der Gemeinde Kraichtal im Landkreis Karlsruhe.

## Lage und Beschreibung
Das 40,9 km² große Landschaftsschutzgebiet umfasst etwa die Hälfte der Gemeindefläche von Kraichtal, wobei insbesondere die Siedlungsflächen und die intensiver genutzten landwirtschaftlichen Flächen ausgenommen sind. Es liegt im Naturraum Kraichgau im Einzugsgebiet des Kraichbachs.
Das Gebiet umfasst charakteristische Ausschnitte der Kulturlandschaft des Kraichgaus mit einem kleinteilig strukturierten Mosaik aus Waldstücken, Wiesen, Weiden, Äckern, Streuobstbeständen, Bächen und Feuchtbiotopen sowie den für die Lösslandschaft typischen Hohlwegen.

## Schutzzweck
Wesentlicher Schutzzweck des Landschaftsschutzgebietes ist laut Schutzgebietsverordnung die „Erhaltung der für den Kraichgau typischen naturnahen Kulturlandschaft des Kraichbachtales mit seinen Nebentälern; [die] Erhaltung der Wiesen und Weiden, insbesondere aber der Feuchtgebiete (Auewälder, Bruchgehölze, Röhricht- und Seggenbestände, Feuchtwiesen); [die] Erhaltung der durch Stufenrainen, Streuobstwiesen und Hohlwege gegliederten Hangzonen samt ihrem Bewuchs als biologische Zellen und Refugien der für die Ausgewogenheit des Naturhaushaltes bedeutsamen Fauna; [sowie die] Erhaltung der die Hochflächen gliedernden Mischwälder mit überwiegenden Laubholzarten, Feldgehölze, Raine, Hohlwege und Streuobstbestände um deren ökologischer Devastierung entgegenzuwirken.“

## Zusammenhängende Schutzgebiete
In das Landschaftsschutzgebiet sind mehrere Naturschutzgebiete eingebettet. Von West nach Ost sind dies:
- Naturschutzgebiet Beim Reutwald südlich Unteröwisheim
- Naturschutzgebiet Kraichbachniederung südlich Oberöwisheim
- Naturschutzgebiet Kleiner Kraichbach nördlich Oberöwisheim
- Naturschutzgebiet Im oberen Haubruch südlich Münzesheim
- Naturschutzgebiet Kraichbach- und Weiherbachaue östlich Münzesheim
- Naturschutzgebiet Tongrube Gochsheim westlich Gochsheim

Im Westen grenzt das Gebiet an weitere Landschaftsschutzgebiete:
- Landschaftsschutzgebiet Claffenbrunnenbächle
- Landschaftsschutzgebiet Bahnbrücker Acker- und Streuobstgebiet
- Landschaftsschutzgebiet Bauerbach- und Kraichbachtal

Außerdem überschneiden sich einige Teilbereiche mit dem FFH-Gebiet Mittlerer Kraichgau.